# Creu del carrer de la Creu (Balsareny)
La Creu del carrer de la Creu és una creu situada al carrer de la Creu de Balsareny (Bages), que substitueix una antiga creu de terme que va donar nom al carrer.

## Descripció
És una creu moderna, instal·lada l’any 2010. Es troba emplaçada a la cantonada amb el carrer del Castell, protegida dins el perímetre d'una barana metàl·lica que delimita un espai triangular. Consta d'un pedestal fet per un bloc de pedra alt i prim, de forma irregular, que està decorat amb parts de mosaic fet amb tessel·les de tons verdosos, cosa que li dona un aire vagament gaudinià. Té una inscripció que diu “Carrer de la Creu” i, en una altra cara, una flor de quatre pètals. A la part superior hi ha una creu llatina de ferro amb els braços redoblats. A la base el pedestal és flanquejat per quatre lloses també decorades amb mosaic.

## Història
El carrer de la Creu forma part dels primers que van formar el nucli urbà de Balsareny, entre els segles XVI i XVIII. En un principi s’acabava al portal de Berga o dit també de la Creu, que estava situat al punt on fa cantonada amb al carrer de Sant Domènec o carrer Nou. El nom del carrer ve del fet que, just a fora el portal, hi havia una placeta amb una creu de terme suposadament gòtica. Però fou destruïda el 1936. Al llibre 'Les creus al vent', d'Albert Bastardes, hi ha una fotografia de la creu del 1911. L’any 1942 es va refer, situada just davant del Centre Parroquial. A mitjans dels anys 1960 el carrer encara era de terra, i llavors es va pavimentar. L'any 2010 s'hi va col·locar la creu actual, situada uns metres més avall, al punt de confluència amb el carrer Castell. És obra de mossèn Joan Bajona.